# Raiffeisen Bank Polska
Raiffeisen Bank Polska ist eine polnische Geschäftsbank mit Sitz in Warschau.
Sie konzentriert sich auf die Betreuung mittlerer und kleinerer Unternehmen, verfügt jedoch auch über ein umfangreiches Angebot an Produkten und Dienstleistungen für große Unternehmen. 

## Geschichte
Auf dem polnischen Markt war sie von 1991 bis 2000 als Raiffeisen Centrobank SA tätig. Alleinige Gesellschafterin war die Raiffeisen Bank International AG (RBI).
Am 30. April 2012 gab die Raiffeisen Bank International AG (RBI) die Übernahme der Polbank EFG bekannt. Am 4. Dezember 2012 genehmigte die polnische Finanzaufsichtsbehörde die Fusion der Raiffeisen Bank Polska SA und der Polbank EFG SA, die am 31. Dezember 2012 abgeschlossen wurde.
Von Januar 2013 bis Oktober 2018 firmierte die fusionierte Bank unter der Marke "Raiffeisen Polbank". 2014 war sie gemessen an den Vermögenswerten die achtgrößte polnische Bank.
Bis 2016 war sie (zusammen mit Raiffeisen-Leasing) Miteigentümerin der Leasinggesellschaft Raiffeisen-Leasing Polska S.A. In diesem Jahr wurde Raiffeisen-Leasing Polska S.A. an die PKO Bank Polski verkauft.
Im April 2018 kündigte die Bank BGŻ BNP Paribas an, das Kerngeschäft der Raiffeisen Bank Polska von der Raiffeisen Bank International AG für 3,25 Mrd. Złoty zu kaufen.
Die Übernahme wurde am 3. November 2018 vollzogen, nachdem am 14. September 2018 die polnische Finanzaufsichtsbehörde die Teilung der Raiffeisen Bank Polska S.A. und die Übernahme des getrennten Teils durch die Bank BGŻ BNP Paribas S.A. genehmigt hatte. Am 11. November 2019 fand die operative Verschmelzung der BNP Paribas mit der Raiffeisen Bank Polska statt.
Seit dieser Teilung wickelt die verbleibende Niederlassung ausschließlich Services ab, die mit dem Portfolio in Verbindung stehen, das im Zuge des Verkaufs übertragen wurde. Dieses Portfolio beträgt ca. € 3,3 Mrd. Gesamtkapital und besteht hauptsächlich aus Fremdwährungs-Hypothekarkrediten aus dem Privatkundengeschäft. Es werden weder neue Veranlagungen entgegengenommen, noch wird sonstiges Neukundengeschäft betrieben.